# مقاطعة واغونر (أوكلاهوما)
مقاطعة واغونر (بالإنجليزية: Wagoner County)‏ هي إحدى مقاطعات ولاية أوكلاهوما في الولايات المتحدة الأمريكية.

## أعلام
- جوني كليمنت